# SC 오첼룰 갈라치
SC 오첼룰 갈라치(루마니아어: Suporter Club Oțelul Galați)는 갈라치를 연고로 하는 루마니아의 축구 클럽이다.
1986년 디비지아 A로 처음 승격했으며 1988년 UEFA컵에 처음 출전했다. 2010-11 시즌에 리가 I 첫 우승을 차지했고 UEFA 챔피언스리그 2011-12에 처음 출전했다.

## 선수 명단

### 현역
참고: FIFA 자격 규정에 따라 소속된 국가대표팀 국기를 표시합니다. 선수는 복수의 FIFA 비회원국 국적을 가지고 있을 수 있습니다.
| 번호 | 포지션 | 국적       | 이름            |
| ---- | ------ | ---------- | --------------- |
| 7    | FW     | 포르투갈   | 프레데릭 마시엘 |
| 31   | MF     | 크로아티아 | 디에고 지불리치 |

| 번호 | 포지션 | 국적     | 이름          |
| ---- | ------ | -------- | ------------- |
| 66   | MF     | 포르투갈 | 주앙 라메이라 |

## 역대 감독
| 감독                | 임기        |
| ------------------- | ----------- |
| 아우렐 치클레아누   | 1992 ~ 1994 |
| 아우렐 치클레아누   | 2000        |
| 일리에 두미트레스쿠 | 2000 ~ 2001 |
| 도리넬 문테아누     | 2009 ~ 2012 |
| 도리넬 문테아누     | 2021 ~      |

## 성적
- 리가 I: 우승 1회 (2010–11)
- 리가 II: 우승 2회 (1985–86, 1990–91)
- 리가 III: 우승 2회 (1967–68, 1980–81), 준우승 1회 (1972–73)
- 쿠파 로므니에이: 준우승 1회 (2003–04)
- 수페르쿠파 로므니에이: 우승 1회 (2011)